# 馬立用水
馬立用水（うまたてようすい）は、埼玉県久喜市および白岡市を流れる農業用水路である。

## 概要
この馬立用水は久喜市および白岡市を灌漑している農業用水路であり、流域周辺は主に水田などの農地である。久喜市（北側）と白岡市（南側）との市町界を成している用水路でもある。流路の詳細に関しては下記の流路節を参照されたい。
また馬立用水の北方には、並行し流下する中田落が存在している。

## 流路
- 水源：黒沼用水
- 起点：埼玉県久喜市樋ノ口（北側）・白岡市篠津（南側）境界
- 黒沼用水のさいたま栗橋線橋梁「新高台橋」より約25m上流に所在する馬立調節堰の左岸（東側）より分水し、東北東に向かい流下する。
- さいたま栗橋線を東側へと横断し、久喜市樋ノ口（北側）と白岡市篠津（南側）の境界を成しながら東へと流下し、約60m程流下したところで南へと流路を変え約20m程流下し、再び東へ向かい樋ノ口（北側）と篠津（南側）の境界を流下する。
- 徐々に湾曲しながら東北東へ向かい樋ノ口（北側）と篠津（南側）の境界を流下する。

## 橋梁
- （水と緑のふれあいロード）
- （埼玉県道3号さいたま栗橋線）

## 周辺の施設
- 全農埼玉総合センター
- 庄兵衛堀川
- 姫宮落川